# جورج كارلتون
جورج كارلتون (بالإنجليزية: George M. Carleton) هو ممثل أمريكي، ولد في 28 أكتوبر 1885 بنيويورك في الولايات المتحدة، وتوفي في 23 سبتمبر 1950 في الولايات المتحدة.

## وصلات خارجية
- جورج كارلتون على موقع IMDb (الإنجليزية)
- جورج كارلتون على موقع قاعدة بيانات برودواي على الإنترنت (الإنجليزية)
- جورج كارلتون على موقع قاعدة بيانات الفيلم (الإنجليزية)